# Олицька селищна рада
Оли́цька міська ра́да — адміністративно-територіальна одиниця та орган місцевого самоврядування в Ківерцівському районі Волинської області. Адміністративний центр — місто Олика.

## Загальні відомості
Олицька міська рада утворена в 1944 році.
- Територія ради: 47,496 км²
- Населення ради: 4 025 осіб (станом на 2001 рік)
- Територією ради протікає річка Путилівка

## Населені пункти
Селищній раді підпорядковані населені пункти:
- м. Олика
- с. Личани
- с. Метельне

## Склад ради
Рада складається з 26 депутатів та голови.
- Голова ради: Кашевська Олена Іванівна
- Секретар ради: Васьковська Тетяна Василівна

### Керівний склад попередніх скликань
| Прізвище, ім'я, по батькові | Основні відомості                                                                    | Дата обрання | Дата звільнення |
| --------------------------- | ------------------------------------------------------------------------------------ | ------------ | --------------- |
| Плоднік Петро Борисович     | Селищний голова, 1962 року народження, член Всеукраїнського об'єднання «Батьківщина» | 26.03.2006   | 31.10.2010      |
| Кашевська Олена Іванівна    | Селищний голова, 1965 року народження, освіта вища, позапартійна                     | 31.10.2010   |                 |

Примітка: таблиця складена за даними сайту Верховної Ради України

### Депутати
За результатами місцевих виборів 2010 року депутатами ради стали:

#### За суб'єктами висування
| Суб'єкт висування | Кількість обраних депутатів | %    |
| ----------------- | --------------------------- | ---- |
| Самовисування     | 24                          | 92,3 |
| Народна партія    | 2                           | 7,7  |

#### За округами
| № округу       | Прізвище, ім'я, по батькові        | Дата визнання обраним | Освіта             | Партійна приналежність | Відомості про обраного депутата                                                                             |
| -------------- | ---------------------------------- | --------------------- | ------------------ | ---------------------- | --- |
| Народна Партія |                                    |                       |                    |                        | |
| 3              | Колосінський Валерій Володимирович | 05.11.2010            | середня спеціальна | позапартійний          | Олицька МПО, пожежник                                                                                       |
| 12             | Маркевич Леонід Васильович         | 05.11.2010            | середня спеціальна | позапартійний          | ВОПЛ № 2 смт Олика, медбрат                                                                                 |
| Самовисування  |                                    |                       |                    |                        | |
| 1              | Найдюк Ніна Олексіївна             | 05.11.2010            | середня спеціальна | позапартійна           | Олицька селищна рада, бухгалтер                                                                             |
| 2              | Роговська Ольга Миколаївна         | 05.11.2010            | середня спеціальна | позапартійна           | ДНЗ с. Метельне, завідувачка                                                                                |
| 4              | Харкевич Галина Вікторівна         | 15.11.2010            | середня спеціальна | позапартійна           | Волинська обласна клінічна лікарня, медична сестра                                                          |
| 5              | Мацута Валентина Ростиславівна     | 15.11.2010            | вища               | позапартійна           | загальноосвітня школа І-ІІІ ст. смт Олика, вчитель                                                          |
| 6              | Королець Євгенія Феодосіївна       | 05.11.2010            | середня спеціальна | позапартійна           | пенсіонер                                                                                                   |
| 7              | Нестерук Надія Іванівна            | 05.11.2010            | середня спеціальна | позапартійна           | Ківерцівський територіальний центр обслуговування одиноких та непрацездатних громадян, соціальний працівник |
| 8              | Степанець Наталія Петрівна         | 05.11.2010            | середня спеціальна | позапартійна           | Ківерцівський територіальний центр обслуговування одиноких та непрацездатних громадян, соціальний працівник |
| 9              | Гаврилюк Ігор Андрійович           | 05.11.2010            | вища               | позапартійний          | ЛХЗ, інженер лісових культур                                                                                |
| 10             | Маркевич Тетяна Степанівна         | 05.11.2010            | середня спеціальна | позапартійна           | ТзОВ «Фелікс-Агро», бухгалтер                                                                               |
| 11             | Грушкевич Наталія Віталіївна       | 05.11.2010            | середня спеціальна | позапартійна           | лікарня смт Олика, фельдшер                                                                                 |
| 13             | Чумак Ірина Миколаївна             | 05.11.2010            | середня спеціальна | позапартійна           | ВОПЛ № 2 смт Олика, медсестра                                                                               |
| 14             | Лукашук Ганна Іванівна             | 05.11.2010            | середня спеціальна | позапартійна           | підприємець, пенсіонер                                                                                      |
| 15             | Попко Оксана Леонідівна            | 05.11.2010            | вища               | позапартійна           | Олицька ДМШ, художній керівник                                                                              |
| 16             | Васьковська Тетяна Василівна       | 05.11.2010            | вища               | позапартійна           | Олицька селищна рада, спеціаліст                                                                            |
| 17             | Панасюк Алла Романівна             | 05.11.2010            | вища               | позапартійна           | Олицька селищна рада, секретар                                                                              |
| 18             | Леошко Лілія Володимирівна         | 05.11.2010            | середня спеціальна | позапартійна           | ТзОВ «Едем», завідувач виробництвом                                                                         |
| 19             | Дубнік Леонід Юхимович             | 05.11.2010            | середня спеціальна | позапартійний          | підприємець                                                                                                 |
| 20             | Сосницький Ярослав Володимирович   | 05.11.2010            | середня спеціальна | позапартійний          | підприємець                                                                                                 |
| 21             | Шелуха Галина Василівна            | 05.11.2010            | середня спеціальна | позапартійна           | Олицьке ССТ, продавець                                                                                      |
| 22             | Кот Валентин Йосипович             | 05.11.2010            | середня спеціальна | позапартійний          | міська лікарня селища Олика, фельдшер                                                                       |
| 23             | Вакульчук Микола Леонідович        | 05.11.2010            | середня спеціальна | позапартійний          | міська лікарня селища Олика, водій                                                                          |
| 24             | Карпович Олександр Олександрович   | 05.11.2010            | середня спеціальна | позапартійний          | тимчасово не працює                                                                                         |
| 25             | Андрійчук Яна Миколаївна           | 05.11.2010            | середня спеціальна | позапартійна           | фельдшерсько-акушерський пункт с. Личани, завідувач                                                         |
| 26             | Лучик Галина Леонідівна            | 05.11.2010            | середня спеціальна | позапартійна           | Олицька селищна рада, землевпорядник                                                                        |